# Смак
„Смак“ е гръцки игрален филм от 2015 г. на гръцкия режисьор Елиас Деметриу. Това е неговия втори дългометражен филм.
Премиерата на филма е на 12 ноември 2015 г. Международния филмов фестивал в Солун. Световната му премиера е на 18 март 2016 г. по време на XX Международен филмов фестивал „София Филм Фест“. На фестивала е включен в програмите „Международен конкурс“ и „Балкански конкурс“.

## Актьорски състав
- Евангелия Андреадаки – Елени
- Янис Кокиасменос – Андреас
- Ставрула Контопулу – Юнки
- Лукия Михалопулу – Атина
- Никос Георгакис – доктор
- Стефанос Мванге – Мукаса
- Йорданис Хурсоглу – Христос
- Марилиз Рицарди – Абасиама